# Arboretum de Tournay
El Arboreto de Tournay (en francés: Arboretum de Tournay), es un arboreto especializado en la flora de los Pirineos, de propiedad y administración del « Office national des forêts », que se encuentra en Tournay, departamento de Hautes-Pyrénées, Francia. Comuna situada en la Astarac entre Tarbes y Lannemezan en la carretera Nacional 117 y el río Arros. Este afluente del río Adour se une en la ciudad con el arroyo Arrêt.
El acceso a este arboreto está libre, y las visitas guiadas por un botánico se pueden organizar bajo petición.

## Historia
El arboreto está en lo que era un antiguo páramo de brezos y helechos reforestado por primera vez en 1938 y luego en 1958 después de la quema de la forestación inicial. 
El arboreto fue establecido en 1992, siguiendo la propuesta de M. Patrick Pierquet
En la actualidad alberga 200 especies de árboles y arbustos nativos como exóticos. 
Está gestionado por la «Office national des forêts» (Autoridad Forestal Nacional) (la unidad territorial de las llanuras y laderas, por la oficina del condado del Alto Pirineo) en nombre de la comunidad de municipios del cantón de Tournay. 

## Colecciones
El arboreto contiene 70 especies al inicio, sus colecciones se han incrementado a 170 especies incluyendo Acer griseum, Cornus florida rubra, Fagus sylvatica, Ginkgo biloba, Magnolia macrophylla, Pyrus salicifolia, Torreya nucifera, y Ulmus parvifolia